# آق‌توز
اک-توز (به لاتین: Ak-Tuz) یک منطقهٔ مسکونی در قرقیزستان است که در استان چوئی واقع شده‌است.

## خصوصیات
اک-توز ۵۸۰ نفر جمعیت دارد و ۲٬۲۰۵ متر بالاتر از سطح دریا واقع شده‌است.